# Symmerista
Genre
Symmerista est un genre de lépidoptère de la famille de Notodontidés.

## Liste d'espèces
Selon NCBI (8 août 2011) :
- Symmerista albifrons
- Symmerista canicosta
- Symmerista leucitys Franclemont — Chenille à bosse orangée

## Galerie

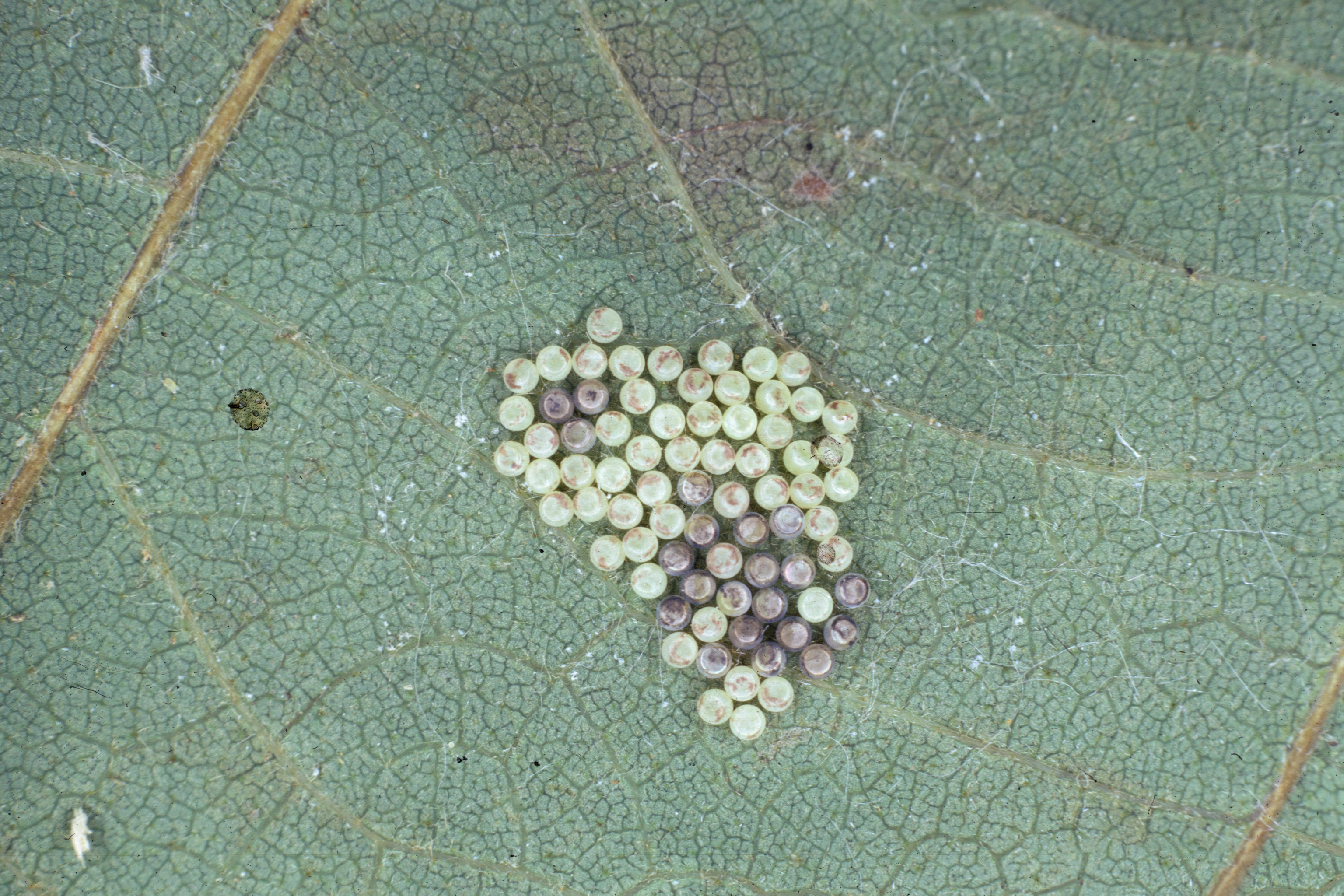
Œufs de Symmerista canicosta
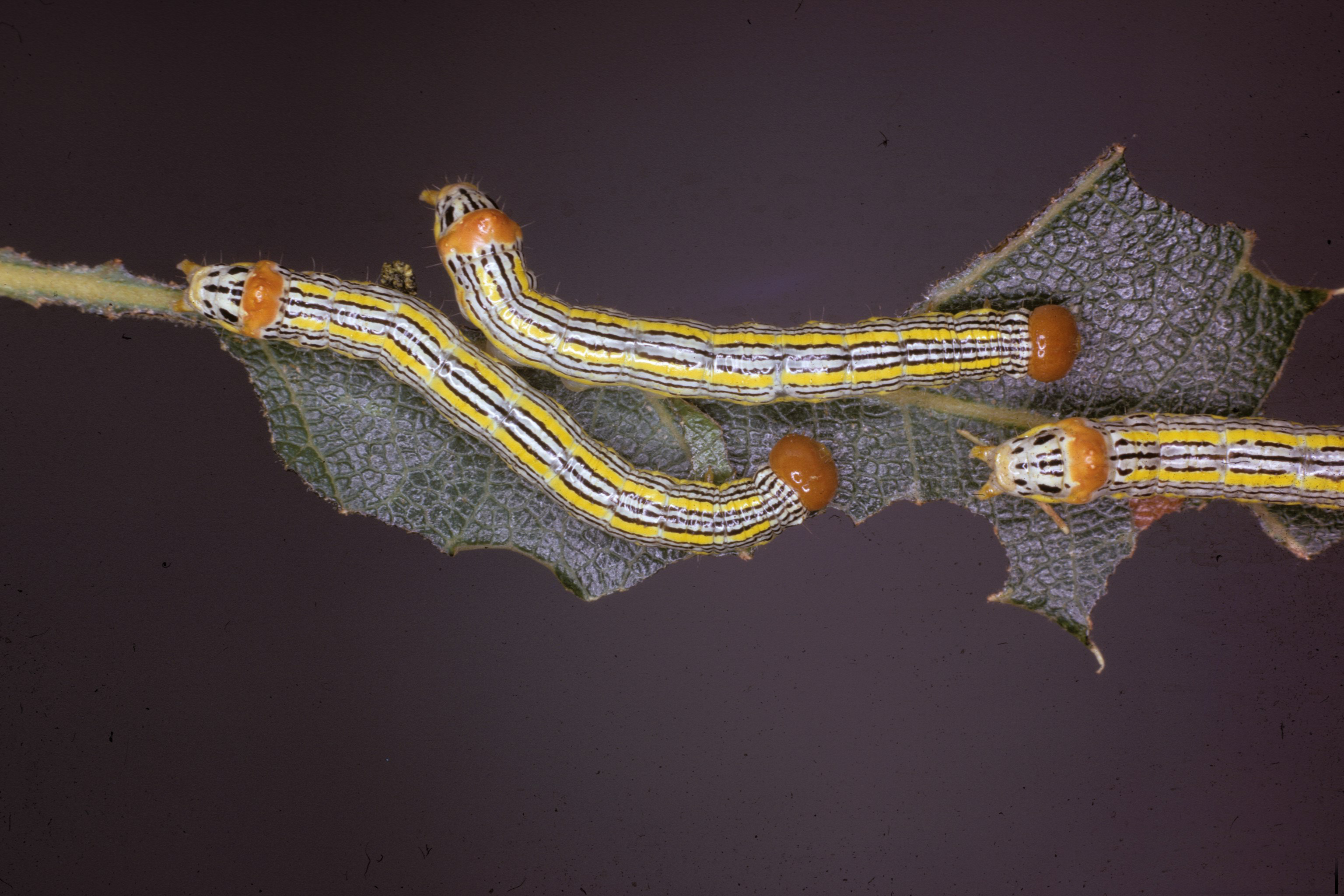
Chenilles de Symmerista leucitys